# Novokossino
Novokossino (Муниципальный округ Новокосино) est un des 125 districts municipaux de Moscou; il dépend du district administratif est.
Le district se trouve à l'extérieur du MKAD. Il comptait 166 668 habitants en 2021.

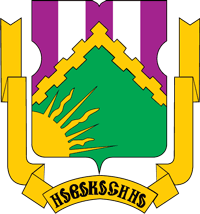
Armes du district
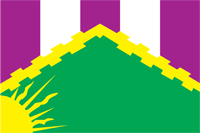
Drapeau du district

## Histoire
Le Novokossino moderne est situé principalement sur le territoire du village de datchas d'été de Novoïe Kossino (Nouveau Kossino; à l'emplacement du 1er et du 3e microraïons actuels), apparu au milieu du XIXe siècle, après que les marais eurent été drainés. Les datchas, qui se trouvaient dans un bois de pins, y étaient les plus cossues les unes que les autres. Il n'en reste plus que quelques-unes vers le croisement de la rue Nikolaï Starostine et de la rue Bolchaïa Kossinskaïa.
Une petite partie de Novokossino, aujourd'hui dans la zone des rues Souzdalskaïa et Gorodietskaïa et de la chaussée de Novovikhino, se trouvait dans le territoire du village de Kroutitsy, connu depuis les années 1576-1578, comme propriété d'Alexis Ier.
À l'époque soviétique, un sovkhoze fonctionnait à Novokossino pour l'élevage de volailles et de porcins, la culture du maïs et du tournesol. Les villages de Novoïe Kossino et de Kroutitsy sont démolis dans les années 1960. C'est en 1986 (année de l'entrée de Kossino dans la municipalité de Moscou) que commence l'urbanisation massive du futur district avec la construction d'un grand réseau de rues et de grands ensembles d'immeubles. Le raïon est formé en 1995 et le district municipal en 2003.

## Transports
Le district est relié au métro de Moscou depuis le 30 août 2012 par la station Novokossino sur la ligne Kalininskaïa. Le président Vladimir Poutine, le maire de Moscou, Sergueï Sobianine, et les représentants de l'administration municipale assistent à la cérémonie d'inauguration,. Le district est desservi par une vingtaine de lignes d'autobus.

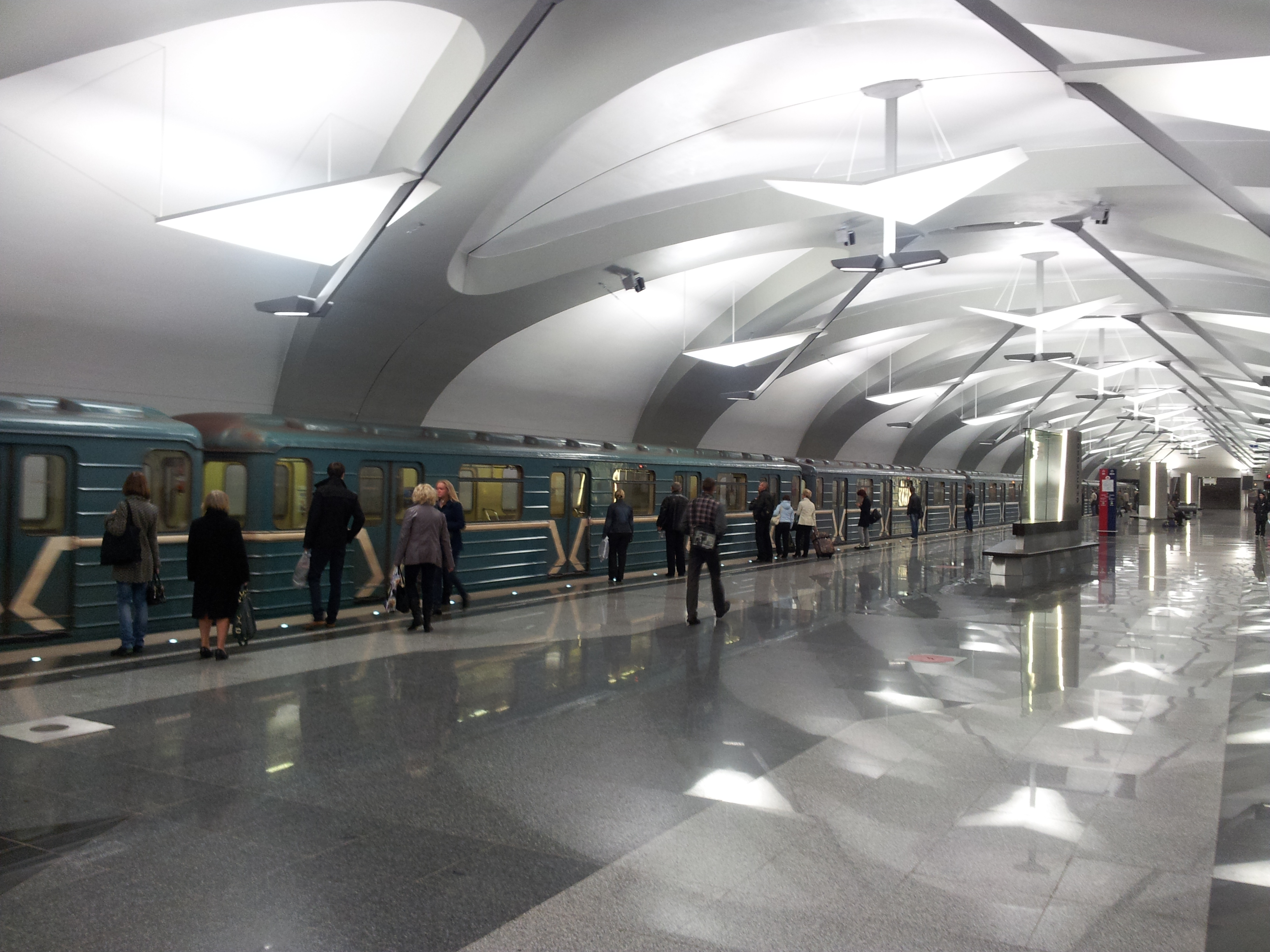
Station de Novokossino.

## Enseignement
Le district dispose de onze établissements d'enseignement général, dont quatre ont le statut de « centre d'éducation »: école n° 1200 (avec enseignement approfondi de l'anglais), école n° 1351 (avec enseignement approfondi de l'informatique), gymnasium n° 1591, école n° 1914, 3e bâtiment de l'école n° 2127, école n° 1925 (avec enseignement spécial de gymnastique et autres cours spécialisés), école n° 1926, école n° 1927, collège d'art musical et théâtral Galina-Vichnevskaïa n° 61.

### Enseignement musical
L'école musicale de Novokossino (aujourd'hui école de musique Joseph Haydn) est inaugurée en mai 1945 quelques jours avant la fin de la Grande Guerre patriotique, auprès du kolkhoze des champs d'irrigation de Lioubertskie Polié. Au moment de l'ouverture de l'école il y avait une trentaine d'élèves dans deux sections: piano et instruments à cordes. Des musiciens renommés y enseignent. L'école se trouve dans l'ancienne église où ont lieu des travaux de restauration de 1978 à 1983 et la construction d'une salle de concert. En 1991, l'église est rendue au culte et la question se pose de la construction d'une nouvelle école de musique. Le nouvel édifice est inauguré le 27 janvier 2001 en présence de Iouri Loujkov, maire de Moscou, et de tous les membres de l'administration municipale. Elle prend le nom de Joseph Haydn en 2004. Elle est dirigée par A.I. Komarova.

## Galerie

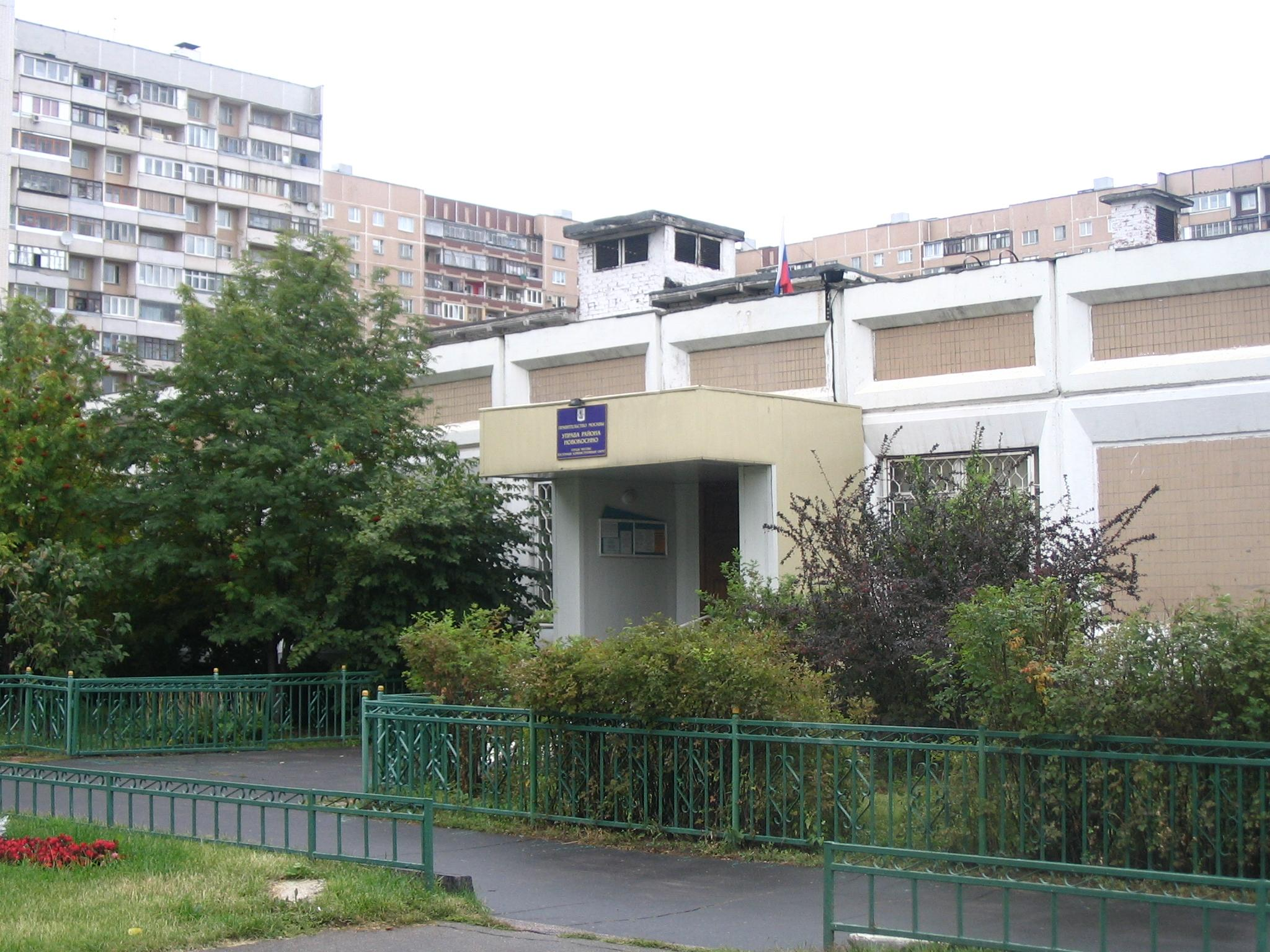
Administration de Novokossino.
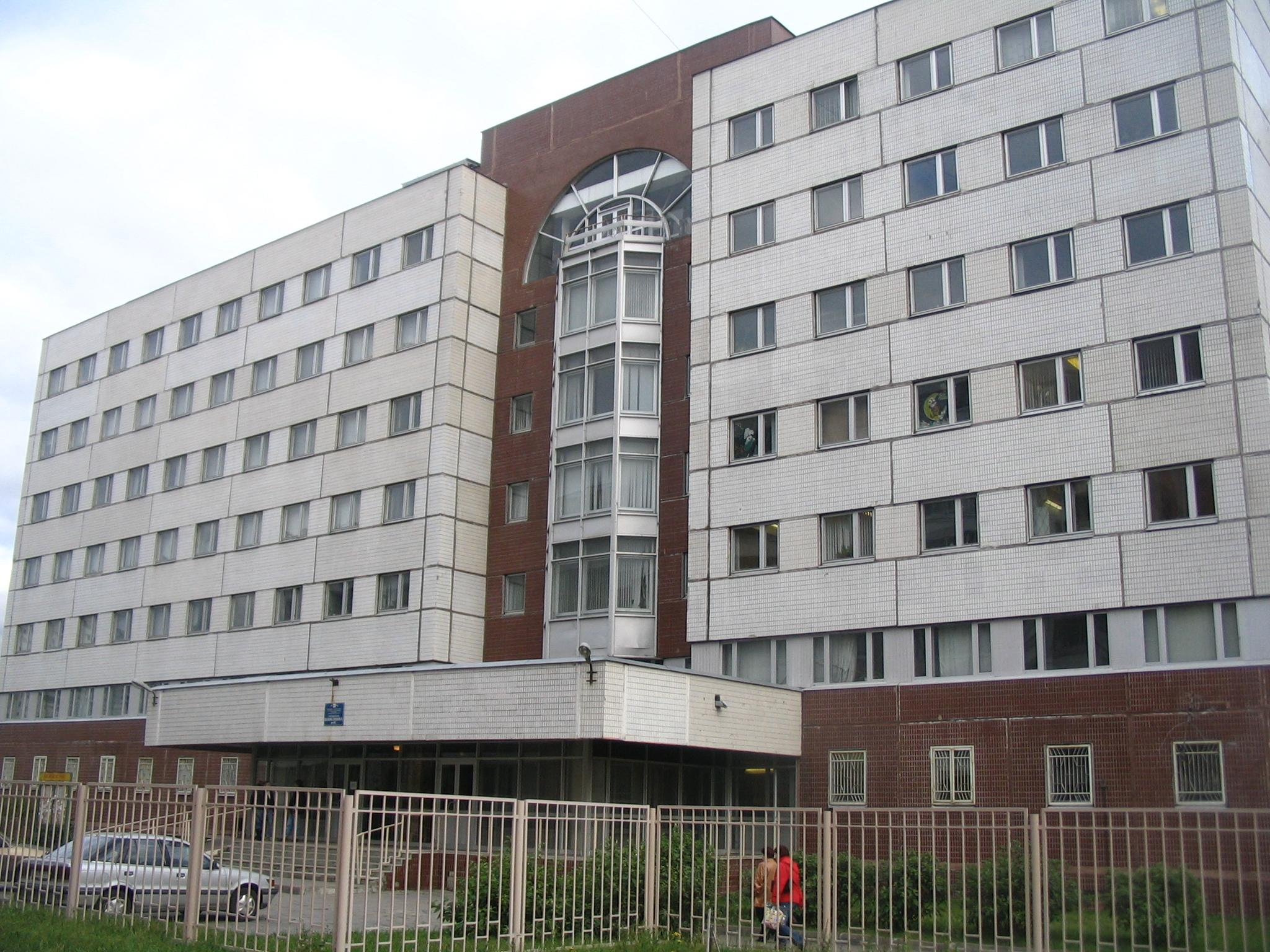
Polyclinique n° 66.
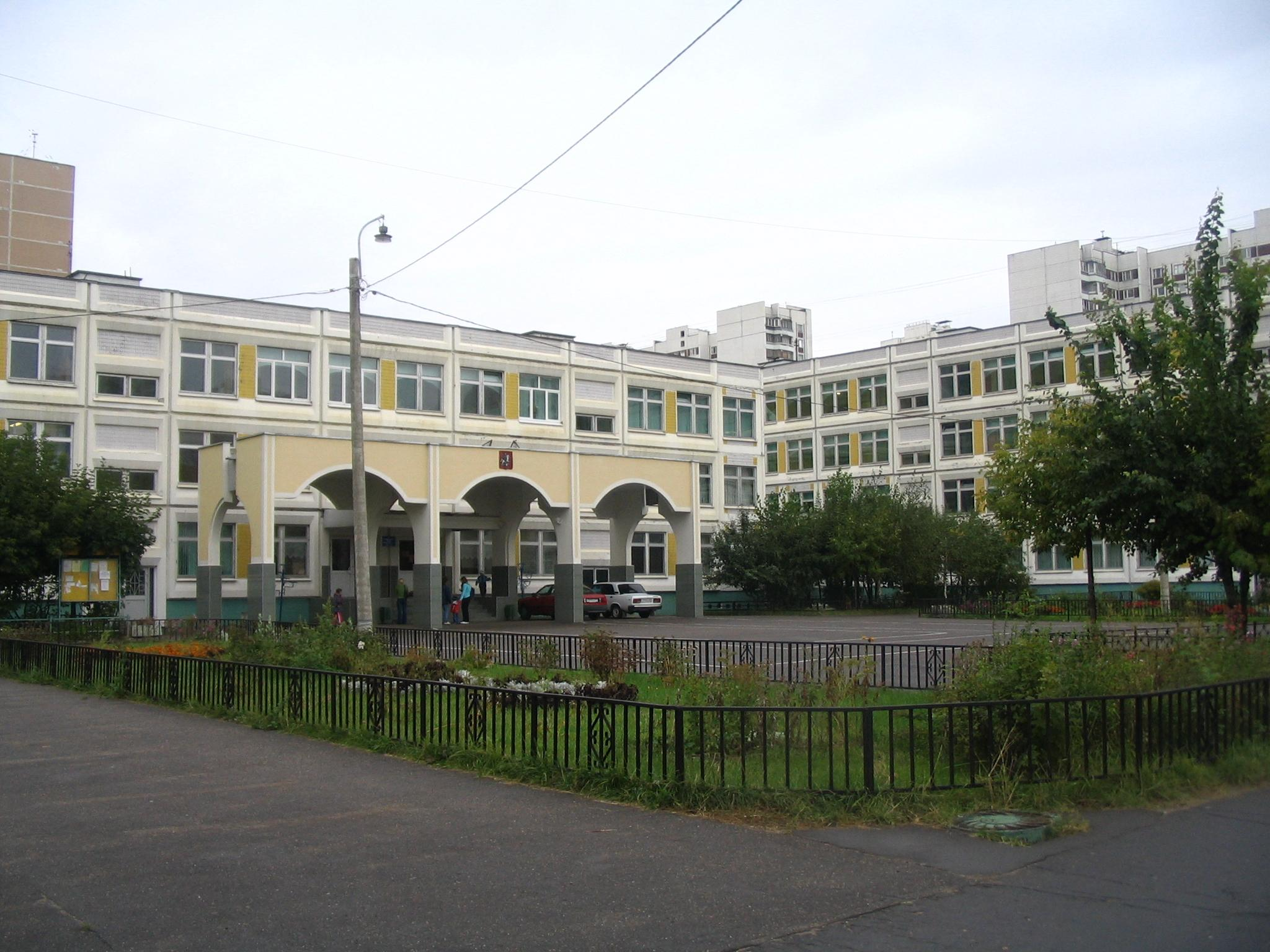
École n° 1200.
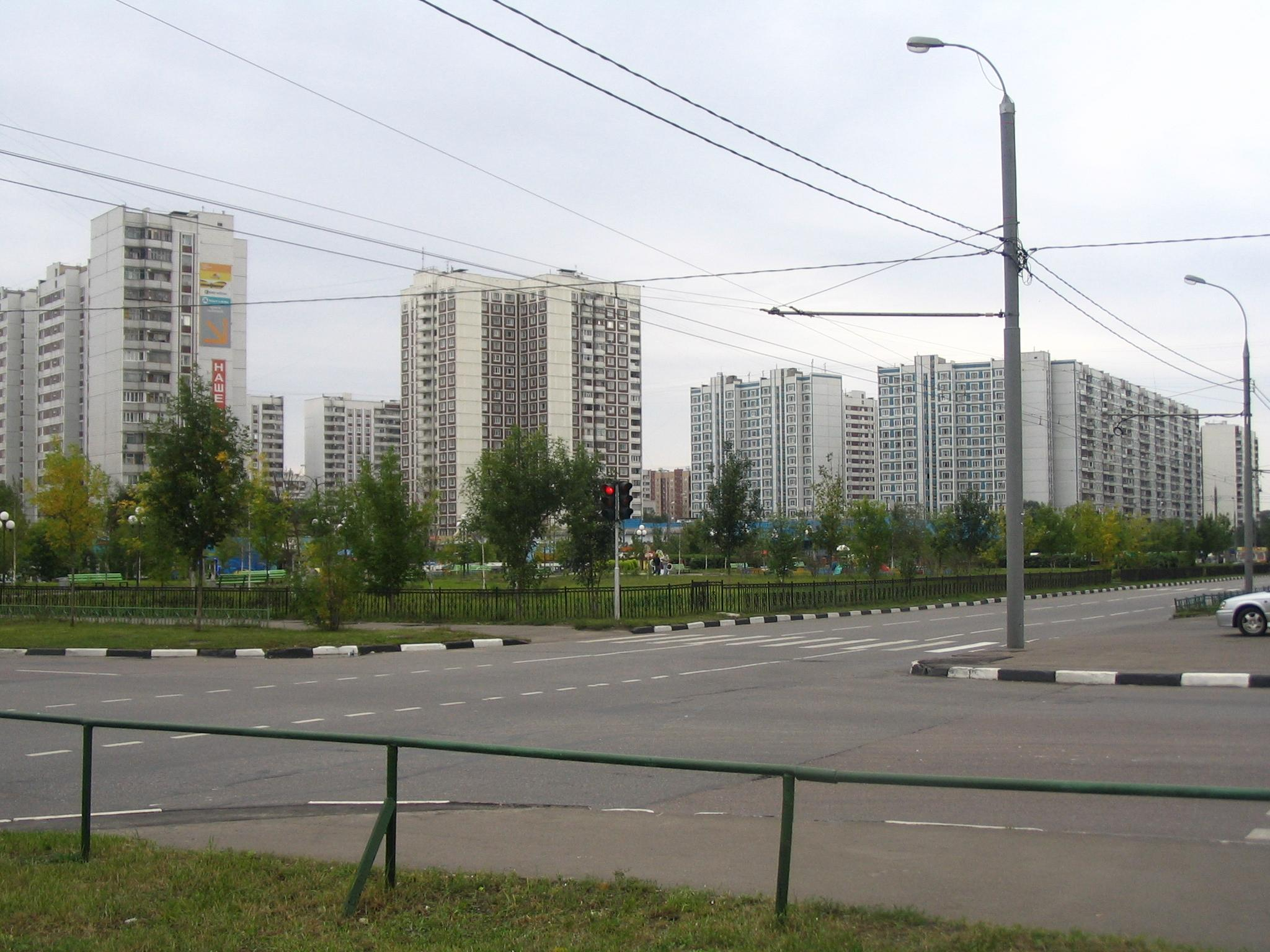
Square rue Gorodietskaïa.